# Poderosa (DC Comics)
Poderosa (ou Power Girl em inglês) é o codinome de Kara Zor-L, uma personagem da DC Comics, introduzida em All Star Comics #58, criada pelo escritor Gerry Conway e o artista Ric Estrada. Ela é a versão da Terra 2 de Supergirl,  prima de Superman, e sua identidade secreta é a programadora de computadores Karen Starr.

## História
Kara Zor-L era prima de Kal-L, o Superman da Terra-2. Por causa da dilatação temporal no trajeto da sua nave fugindo de Krypton,  Superman já era idoso quando ela chegou, mas Kara ainda era jovem, pois ela se manteve num estado de suspensão do qual só envelheceu 20 anos. Consequentemente foi adotada por Kal-L e sua esposa Lois Lane, que a providenciaram um ambiente familiar para poder se adaptar à convivência com pessoas. Ela ganhou seu conhecimento sobre computadores devido a exposição ao Raio Púrpura da Mulher Maravilha. Ela era membro da Sociedade da Justiça e da Corporação Infinito. Fez parte da Sociedade de Justiça, e tornou-se popular entre os leitores da DC para merecer uma minissérie na antologia Showcase.
Após a Crise nas Infinitas Terras, que eliminou o Multiverso para descomplicar a continuidade da DC reduzindo a apenas uma Terra, Kara foi reimaginada como atlante, neta do feiticeiro Arion, que passara milênios dormindo antes de despertar na era moderna sem memórias. Quando integrando a Liga da Justiça Europa, ela foi gravemente ferida pelo Homem Cinza, e teve seus poderes reduzidos, levando algum tempo para voltar a voar e ter poderes de visão. No período Poderosa também se uniu às Aves de Rapina de Barbara Gordon por uma única missão mal-sucedida que teve muitas perdas humanas e levou Kara a jurar não trabalhar com Barbara
Durante a Crise Infinita, Kara descobriu a verdade sobre seu passado, que ela realmente era da Terra-2, e conheceu seu primo Kal-L quando este voltou para o mundo real depois de décadas escondido. Superboy Primordial nocauteia Poderosa e junto de seu cúmplice Alexander Luthor Jr. a prende junto de outros super-heróis em uma máquina que visava recriar as múltiplas Terras. Kara acaba libertada pela Moça-Maravilha e o Superboy Kon-El, e se une à luta contra Superboy Primordial e Luthor, que acaba por custar a vida de Kal-L.
Nesse meio tempo, ela adotou a identidade de Karen Starr e fundou uma companhia de Softwares, além de participar da Liga da Justiça Internacional e da Sociedade da Justiça da América, onde se tornou a primeira líder mulher da equipe.
Poderosa tem uma notável parceria com a Caçadora de seu mundo, Helena Wayne, filha do Batman com a Mulher-Gato. Isso foi mantido mesmo após a continuidade ser reiniciada com Os Novos 52, onde Kara atuava em seu mundo como Supergirl enquanto Helena tinha a identidade de Robin.

## Poderes
Basicamente, ela possuía os mesmos poderes de Superman, bem como suas fraquezas. Após Crise, foi descoberto que ela não era kryptoniana, então kryptonita não era capaz de feri-la. Após ferida por Homem Cinza, ela teve seus poderes visuais estirpados e sua força e agilidade diminuiram, apesar de ainda serem super-humanos, mas eventualmente foi restaurada. Quando Poderosa voltou a ser kryptoniana, descobriu-se que ela só é afetada pela Kryptonita de seu universo de origem, então só tem as outras fraquezas, como vulnerabilidade a magia e perder as forças perto de estrelas vermelhas.

## O design da Poderosa
Seu uniforme, ao contrário de Supergirl, não se assemelha ao da versão da Terra 2 de Superman, devido a Poderosa ser uma pessoa bastante independente; era de seu próprio intento para que ela não crescesse à sombra de seu primo, num esforço de manter uma identidade independente para si. Seu uniforme original era um colante branco, com um grande decote, mantendo as pernas descobertas. Uma capa e cintos vermelhos completavam a vestimenta; ela não usava o "S". Em uma história de 2005, Kara admite que queria um símbolo próprio, mas não pensou em nenhum, então apenas retirou a parte que teria um emblema. O co-criador da personagem Gerry Conway disse que a "janela" no uniforme era apenas para citar o local onde heróis tinham seus símbolos, geralmente circulares, já que ele achava que um emblema com um "P" parecia estúpido. Por um período, a editora Jenette Kahn determinou que o vão no colante fosse coberto, acreditando ser sexista.
Poderosa é notável por ter os maiores seios entre as heroínas da DC. Wally Wood, um dos primeiros artistas de Poderosa a trabalhar com ela ainda em All-Star Comics, admitiu que estava desenhando os seios da heroína maiores a cada número da revista para testar a atenção dos editores, parando só quando eles descobriram.
Após o relançamento da DC com Os Novos 52, Kara usava a mesma roupa da Supergirl. Quando foi para a Terra Primal onde se passam as histórias regulares da DC, mudou seu traje para uma peça inteiriça branca que cobria até suas pernas, com um emblema de "P" no peito. Esse traje acabou transformado no uniforme clássico, incluindo a abertura no decote, após sofrer danos combatendo um vilão.

## Outras Mídias

### Animações
- A Poderosa serviu de base para os produtores do desenho da Liga da Justiça Sem Limites criarem a vilã Galatea, clone da Supermoça (portanto não é a Poderosa). Porém, a Poderosa em si aparece no número 16 de Justice League Unlimited, quadrinização oficial do desenho.
- Poderosa tem sua estreia animada em Superman/Batman: Inimigos Públicos, dublada por Allison Mack.[9]
- Na série DC Super Hero Girls, Supergirl, que tem na série uma aparência mais próxima da Poderosa, em certo ponto decide adotar tal alcunha quando após um combate é dada como morta.

### Jogos
- O jogo DC Universe Online tem Poderosa no seu elenco, com a voz de Adrienne Mishler.[9]
- Poderosa é uma personagem adquirível por DLC em Lego Batman 3: Beyond Gotham.[9]
- Em Injustice 2, Supergirl pode assumir a aparência da Poderosa, com a voz de Sara Cravens.[9]